# Pati de la Infanta

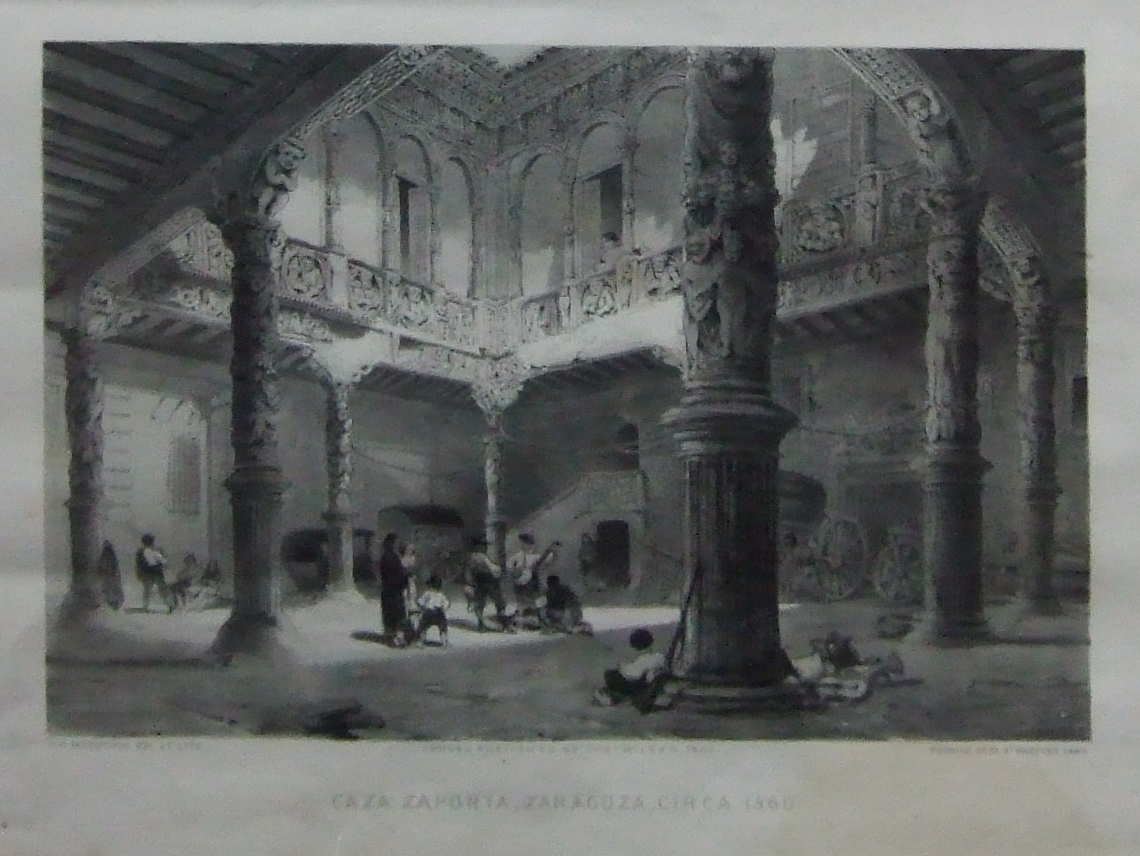
El Pati de la Infanta en un gravat de 1850.

El Pati de la Infanta és una obra renaixentista de Saragossa que formava part del palau de Gabriel Çaporta, un important comerciant i banquer d'origen jueu, que es trobava entre els carrers de San Jorge, San Andrés i el carreró de Zaporta. Després de diversos incendis, l'immoble va ser enderrocat el 1903, però se'n va salvar el pati, que va ser adquirit per un antiquari francès per a donar prestigi al seu negoci de París. El 1958, Ibercaja va comprar-lo i el 1980 el va instal·lar dins de la seva seu central, un edifici modern situat a la plaça de Basilio Paraíso.

## Història
Gabriel Çaporta (modern Zaporta) era un jueu convers originari de la zona de Montsó, que cap al 1535 es va establir a Saragossa amb la seva primera dona, Jerónima Arbizu, amb qui va tenir dos fills: Isabel i Luis. Com a comerciant, va mantenir pròsperes relacions comercials amb València, França, Flandes i Itàlia, on exportava productes com llana, blat, safrà i bestiar. També va ser banquer i entre els seus clients més il·lustres figurava el rei Carles V, que el 1542 li va concedir el títol de noble d'Aragó, juntament amb el senyoriu de Valmaña. El 1550, després d'enviudar, Çaporta va fer construir un palau al carrer Nou (actualment San Jorge), al límit de l'antic call, com a regal de noces per a la seva segona esposa, Sabina de Santàngel. L'habitatge ocupava uns 1.700 m² i estava organitzat al voltant d'un celobert central quadrat, herència de la tradició romana, amb ornaments que recordaven la moda italiana de l'època i suposaven una demostració de poder i riquesa.
La parella va tenir tres fills: Gabriel, Guillén i Leonor, però la residència familiar va ser heretada el 1580 pel Luis (fill del seu primer matrimoni), que va morir un any després, de manera que la propietat va passar a mans de la seva filla, Jerónima Zaporta i Albió, que tenia llavors sis anys. La vídua, Mariana d'Albió i Reus, va contreure noves núpcies amb el poeta Lupercio Leonardo d'Argensola, cronista major del Regne d'Aragó, amb qui va tenir un altre fill, Gabriel Leonardo i Albión, que va ser qui va heretar finalment el palau en morir la seva germanastra Jerònima sense descendència.
A partir del segle xvii, la propietat passà a les mans dels Franco i López, que ja entrat el segle xviii la van llogar al comerciant Martín de Goicoechea, mecenes i amic del pintor Francisco de Goya. El 1784, la recentment creada Reial Societat Econòmica d'Aragó va fundar l'Escola de Dibui, que es va instal·lar als baixos del palau. Pocs anys després, l'abril del 1792, el rei Carles IV va convertir-la en la Reial Acadèmia de Belles Arts de Sant Lluís, que es va instal·lar posteriorment en el que és avui dia el Museu de Saragossa.
El 1793, María Teresa de Vallabriga, vídua de l'infant Lluís Antoni de Borbó i Farnese (germà de Carles III), hi va venir a viure després d'anys a la cort. En aquella època, el palau es va convertir en un centre d'intel·lectuals, artistes i il·lustrats i va passar a anomenar-se «Casa de la Infanta».
A la seva mort, els propietaris van destinar l'edifici a altres usos, i a mitjans del segle xix hi van instal·lar il·luminació de gas. El pati i el palau van acollir diversos usos, com taller de fosa, magatzem de carbó i fusta, escola de música, impremta i fins i tot un taller d'ebenisteria on es fabricaven pianos. Amb aquestes activitats industrials, el palau va patir un important deteriorament, que va motivar-ne la primera restauració del pati, amb motiu de l'arrendament al Casino Monàrquic Liberal (1871).
La nit de l'11 de setembre del 1894 s'hi va produir un gran incendi que va malmetre l'edifici, del qual només es van salvar el pati i l'escala. El 1903, els propietaris van decidir enderrocar-los i vendre'n les pedres, i curiosament, els treballs van començar el 4 de febrer, data de l'aniversari de la mort de Gabriel Çaporta. Tot i els esforços d'alguns intel·lectuals de l'època, el pati va ser venut per la família San Pau-Armijo a l'antiquari francès Ferdinand Schultz per 17.000 pessetes, que el va fer traslladar a París en 131 capses transportades per ferrocarril. Un cop allà, sembla que es va muntar o enmmagatzemar a l'estudi del pintor Gervex, a la Rue Chaveau de Neuilly, des d'on el 1908 es va traslladar al número 25 del Quai Voltaire de París, a la riba esquerra del Sena, davant de les Teuleries.
Cobert amb una muntera de vidre, el pati va servir d'aparador de la botiga d'antiguitats de Schultz fins que el 1957, José Sinués, director de la Caixa d'Estalvis de Saragossa, Aragó i Rioja (actualment IberCaja) va proposar-ne l'adquisició als seus hereus, el matrimoni Chauvierre. La compra es va efectuar l'any següent pel preu de 30 milions de francs (uns 3 milions de pessetes). Després de vint anys i dos traslladats de magatzem, el 1980 el pati va ser instal·lat a la nova seu central d'IberCaja de la plaça de Basilio Paraíso, on es pot visitar actualment.

## Descripció
El Pati de la Infanta, d'estructura típicament aragonesa, dos pisos i galeria superior suportada per columnes, es distingeix d'altres similars per la profusa decoració dels seus elements arquitectònics.
La planta baixa està construïda a llinda, mentre que la principal allotja una galeria correguda d'arcs de mig punt suportats per columnes balustrades. Totes les columnes, tant inferiors com a superiors, són anellades a dos terços, característica tradicional de la columna renaixentista aragonesa. A més, tant els elements sustentants com tota la resta estan decorats amb relleus. Així, les columnes es decoren amb figures humanes a manera de cariàtides o estípits. Es podria tenir com un dels exemples més primerencs de manierisme, molt poc després d'haver començat l'influx del renaixement italià a Aragó. Formen part del seu bigarrat programa iconogràfic grius, amorets, escenes de la sèrie dels treballs d'Hèrcules (batalla amb l'hidra de Lerna, robatori dels toros de Gerió, lluita amb el gegant Anteu), la representació de les Tres Gràcies, al·legories de Cupido i de l'Ocasió (sobre la roda de la Fortuna i presa per l'únic floc que posseeix en el seu front, ja que un cop és calba a la zona occipital i no pot ser presa pel cabell), a més d'altres al·lusions a amants il·lustres i a figures relacionades amb l'Eros. Això fa pensar en un temple dedicat al poder i a l'amor.
Aquest pati es veia directament des del carrer al moment de la seva construcció, ja que no existia la transició de l'habitual vestíbul, en una parenceria d'ostentació que mostrava a tot vianant l'estatus social aconseguit pel seu amo. En l'ampit del mirador, davant de l'espectador del carrer, apareixia la imatge de l'Emperador, l'espasa del qual porta la inscripció CAROLVS. També hi ha medallons amb els retrats d'August, Trajà, Marc Aureli, Hadrià, Constantí, Justinià, Carlemany, Felip l'Atrevit, Francesc I de França i Ferran el Catòlic. A aquesta galeria d'emperadors i reis il·lustres se suma el retrat del mateix Gabriel Çaporta.

## Galeria

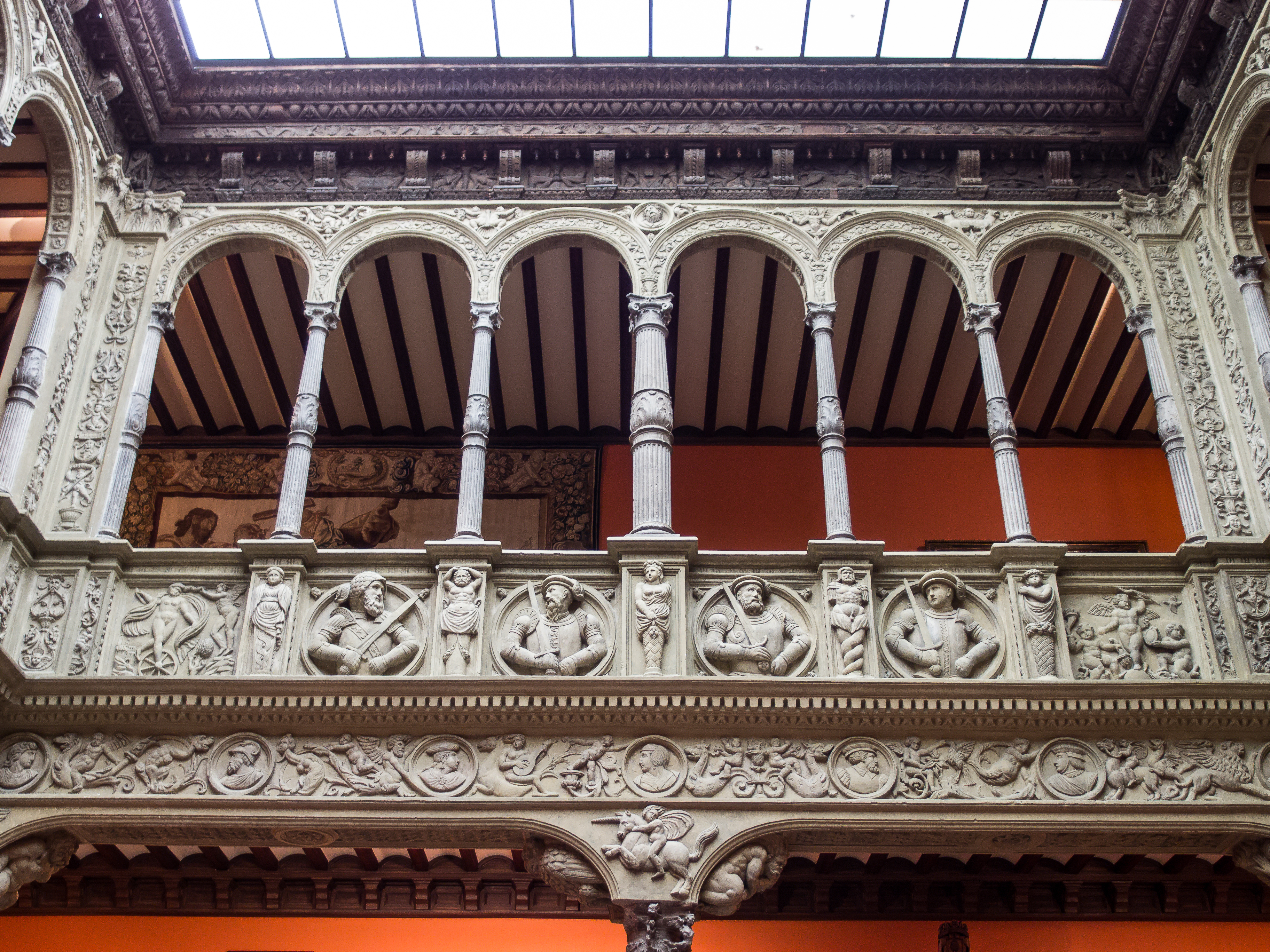
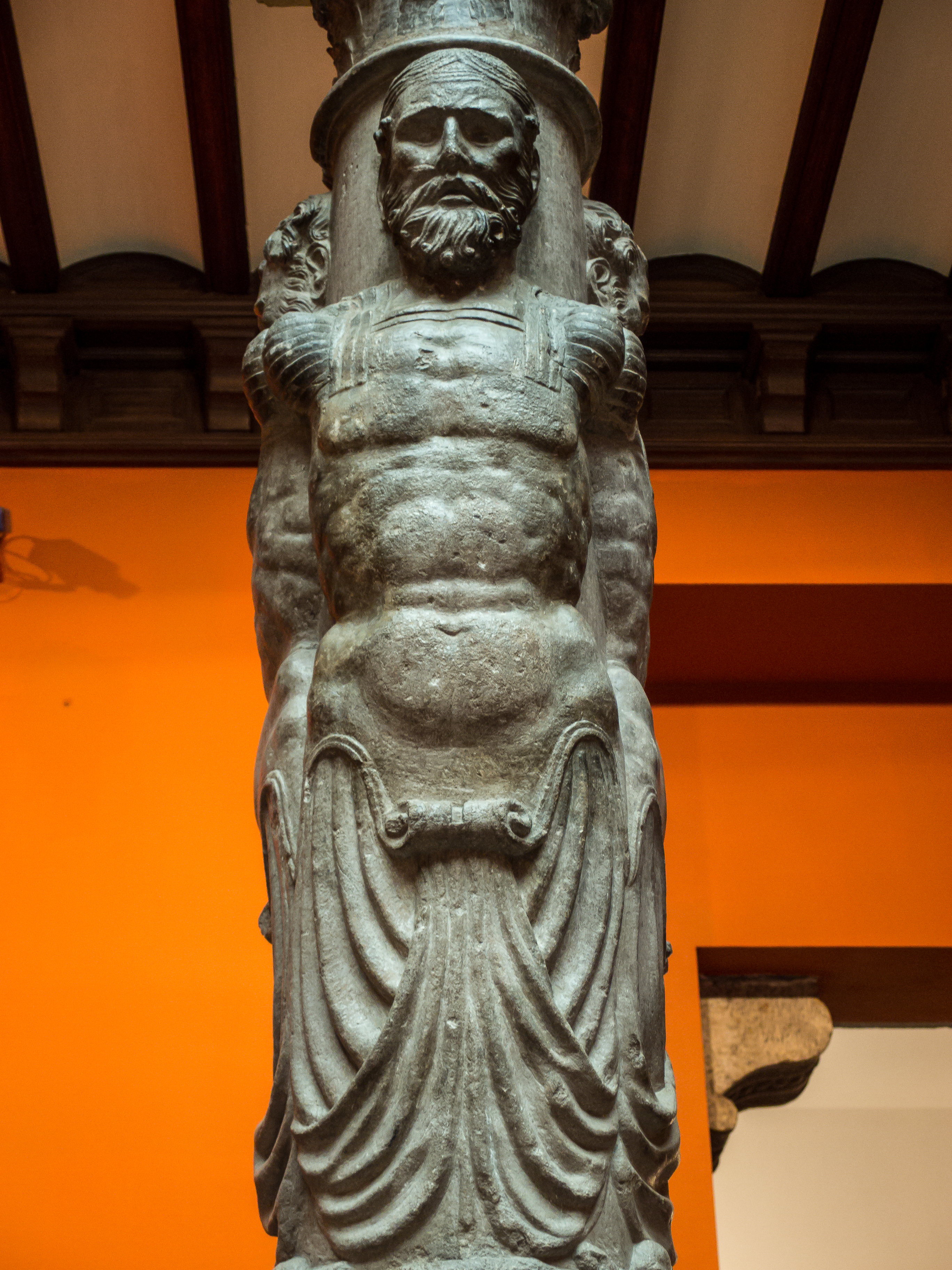
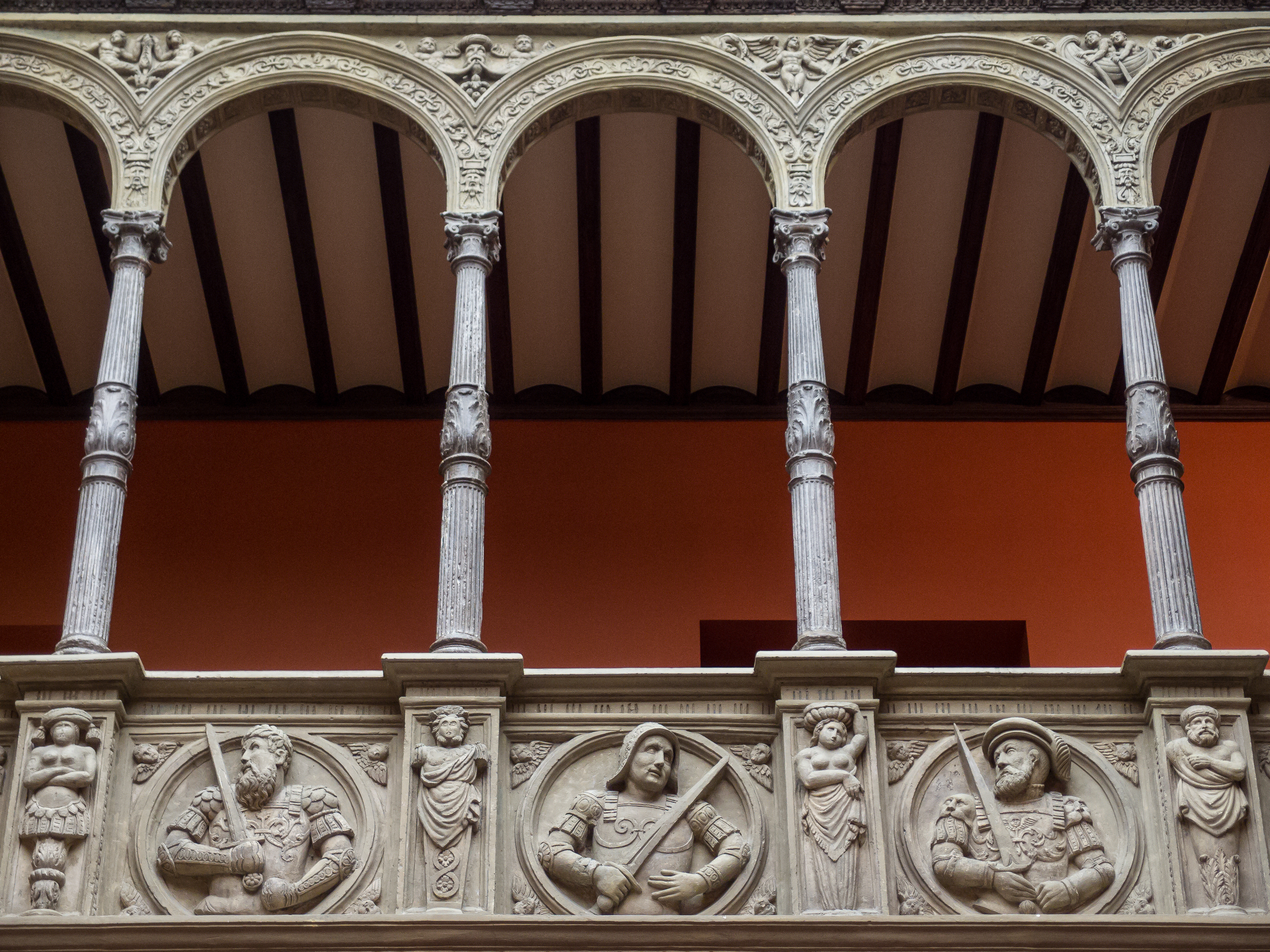
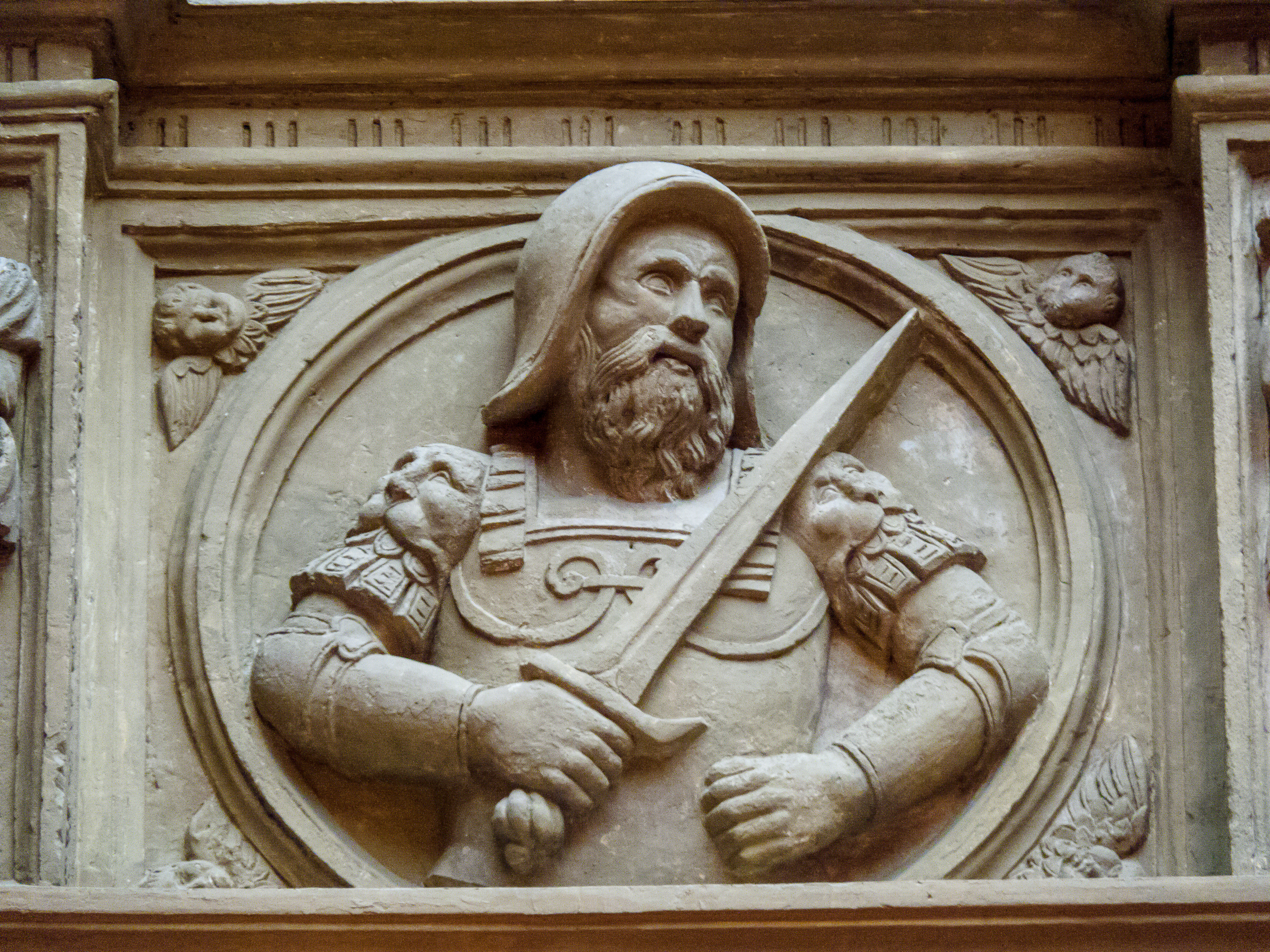
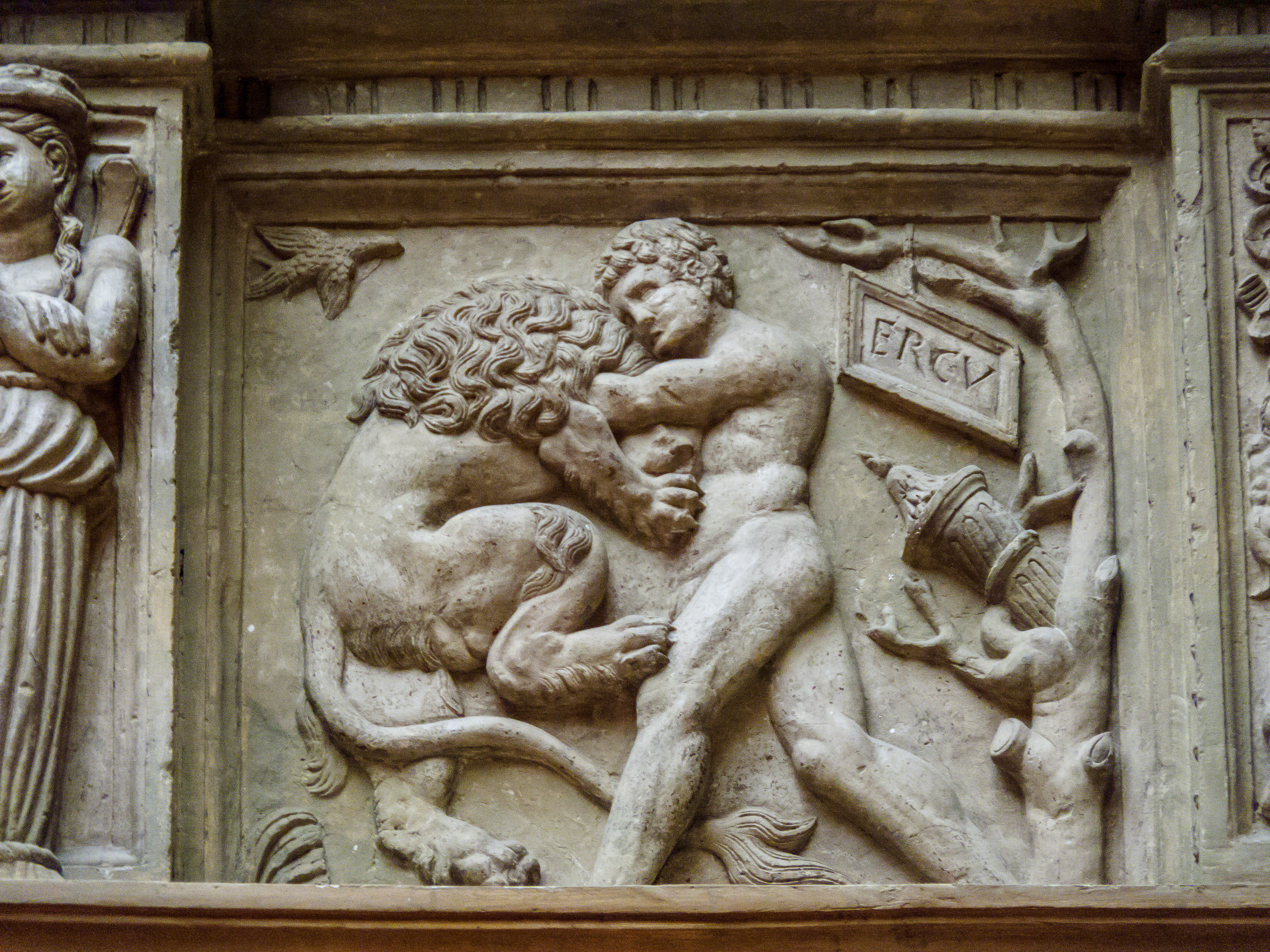
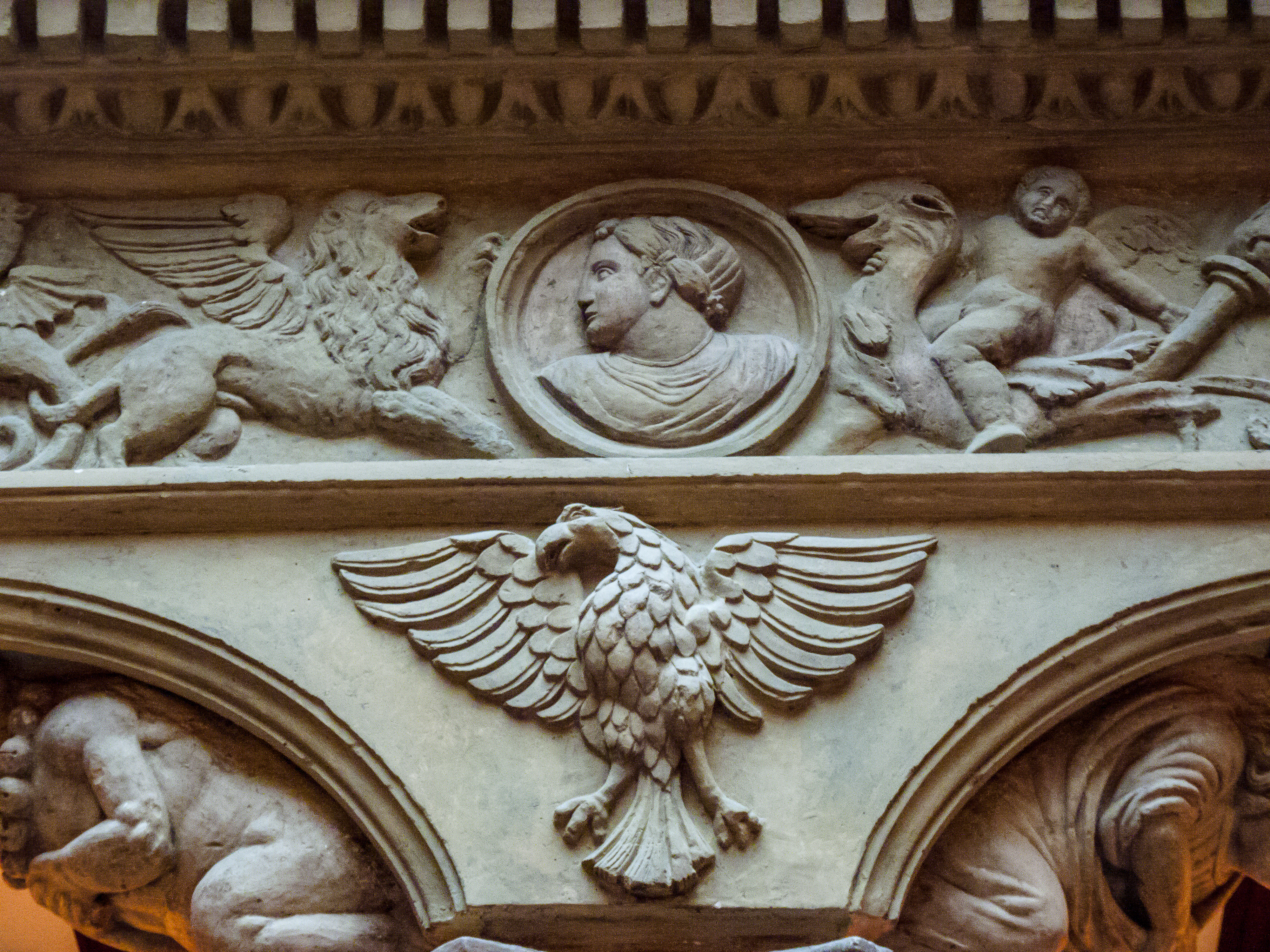
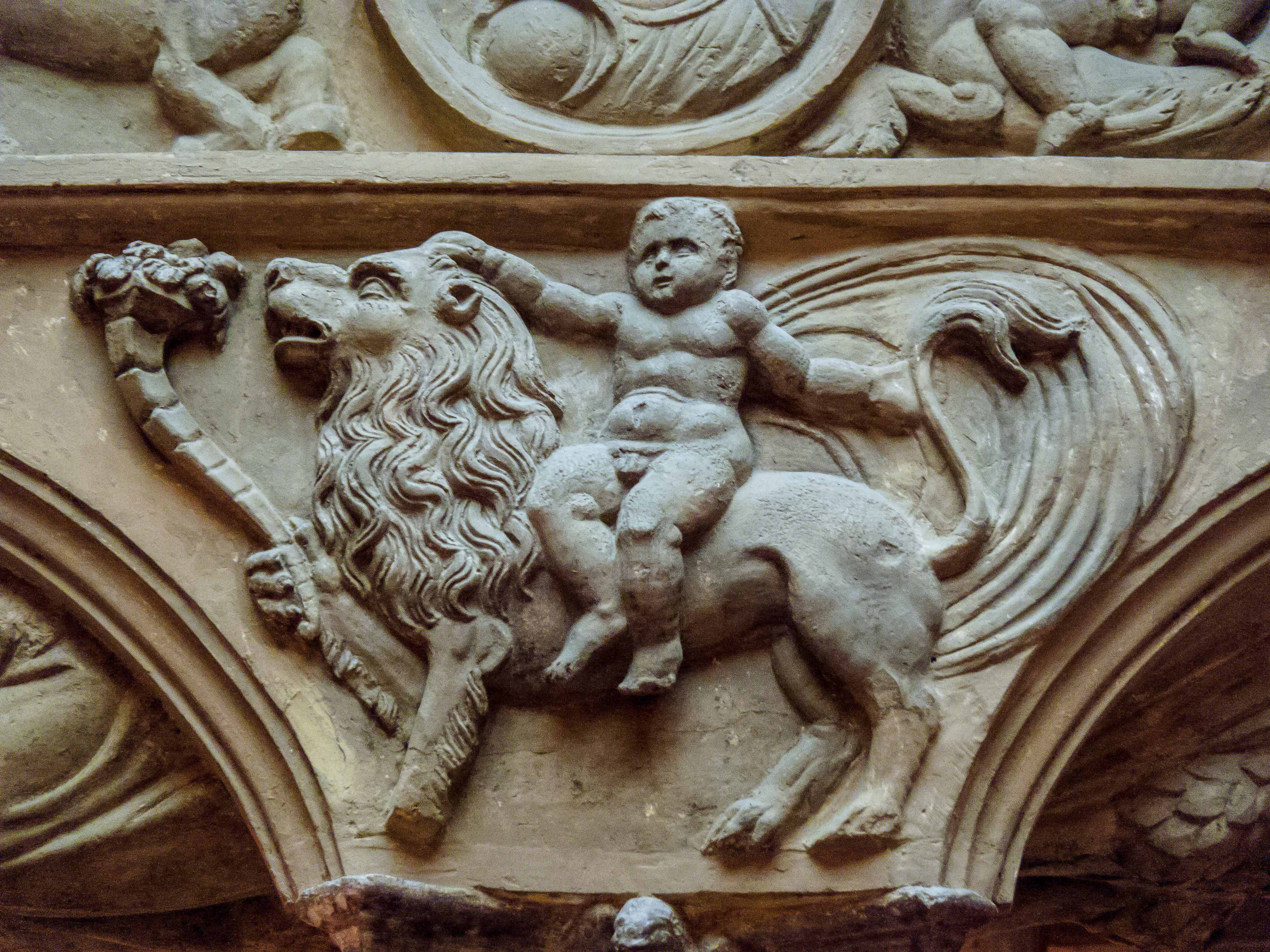
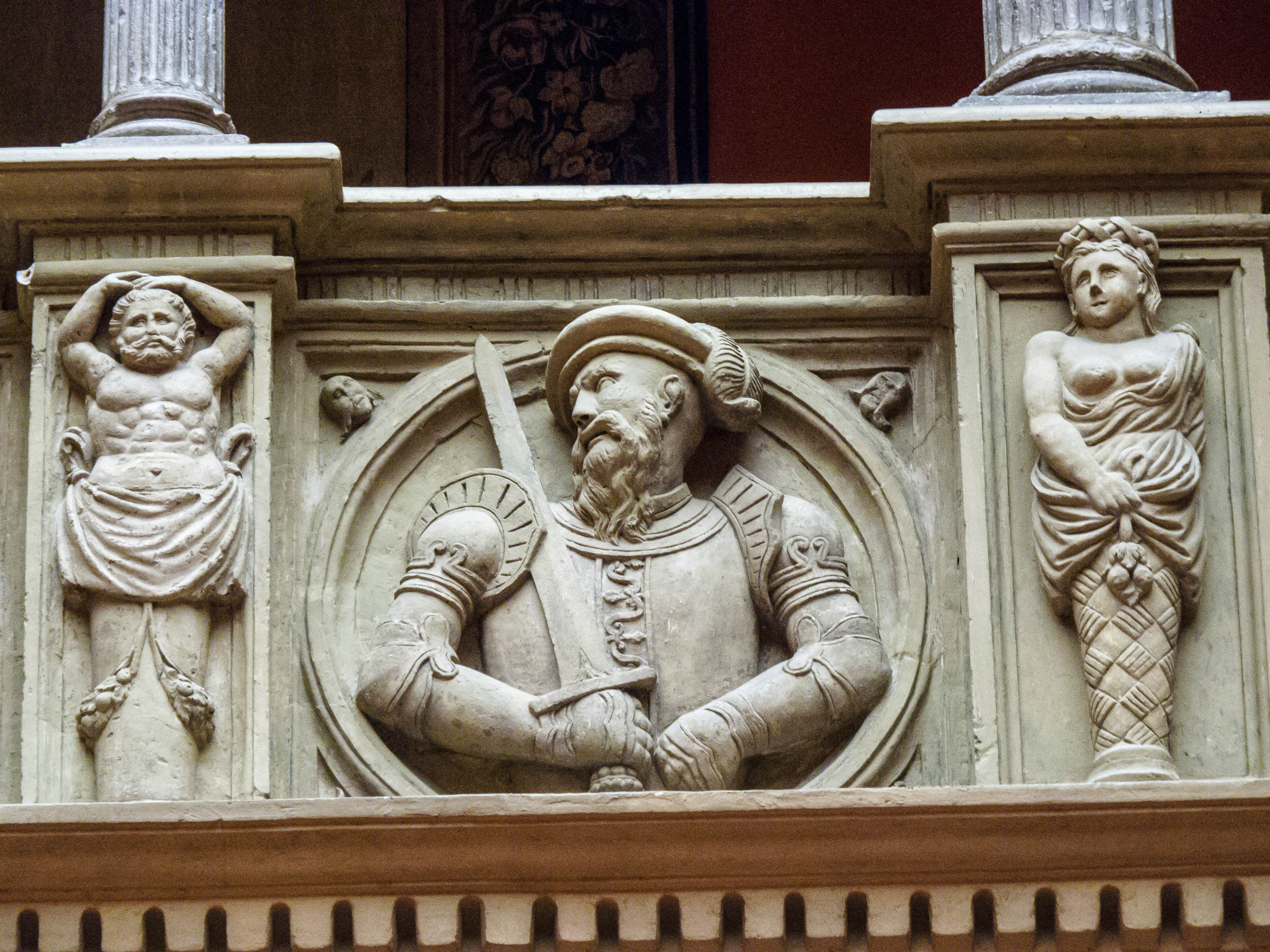
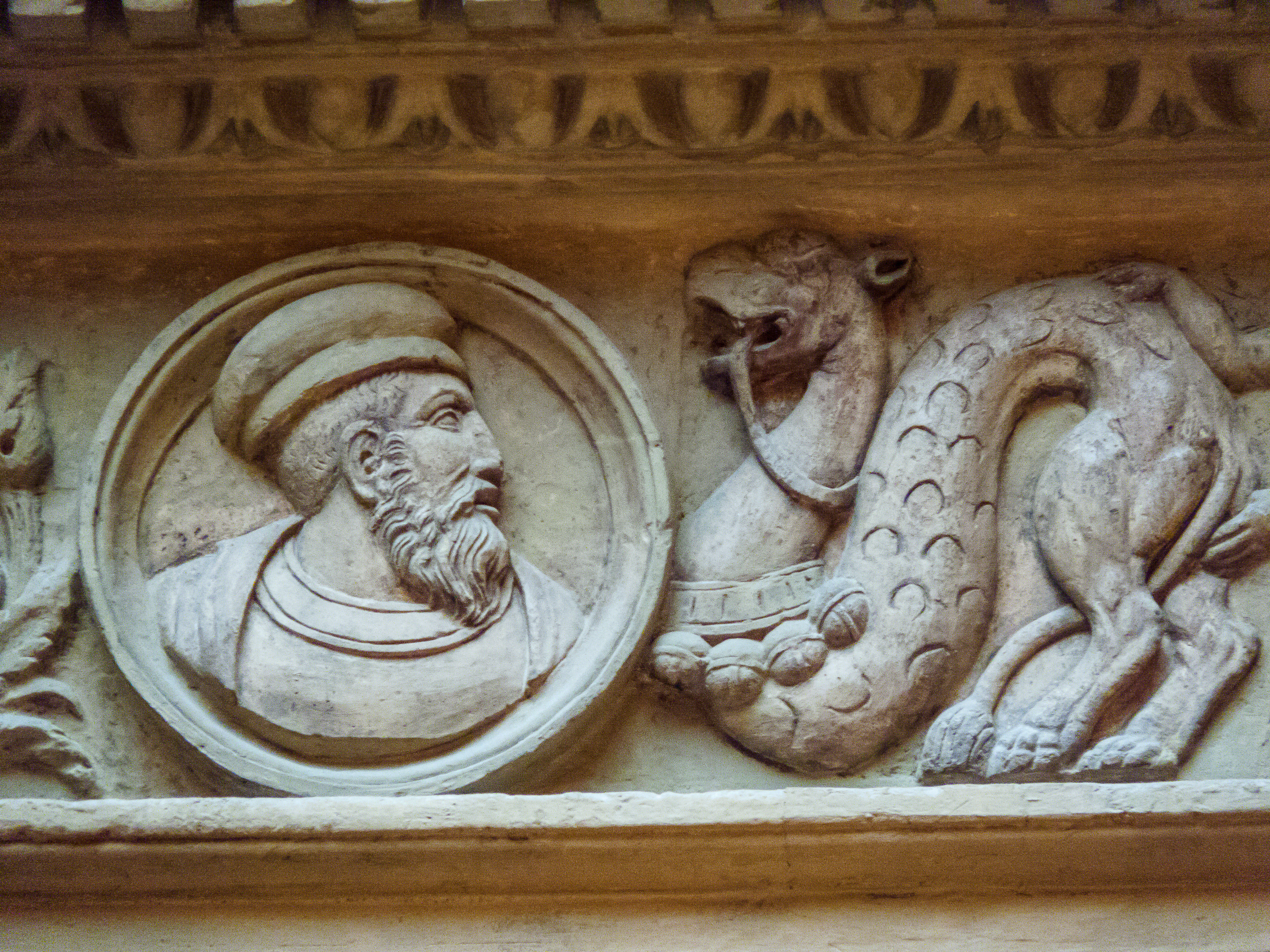
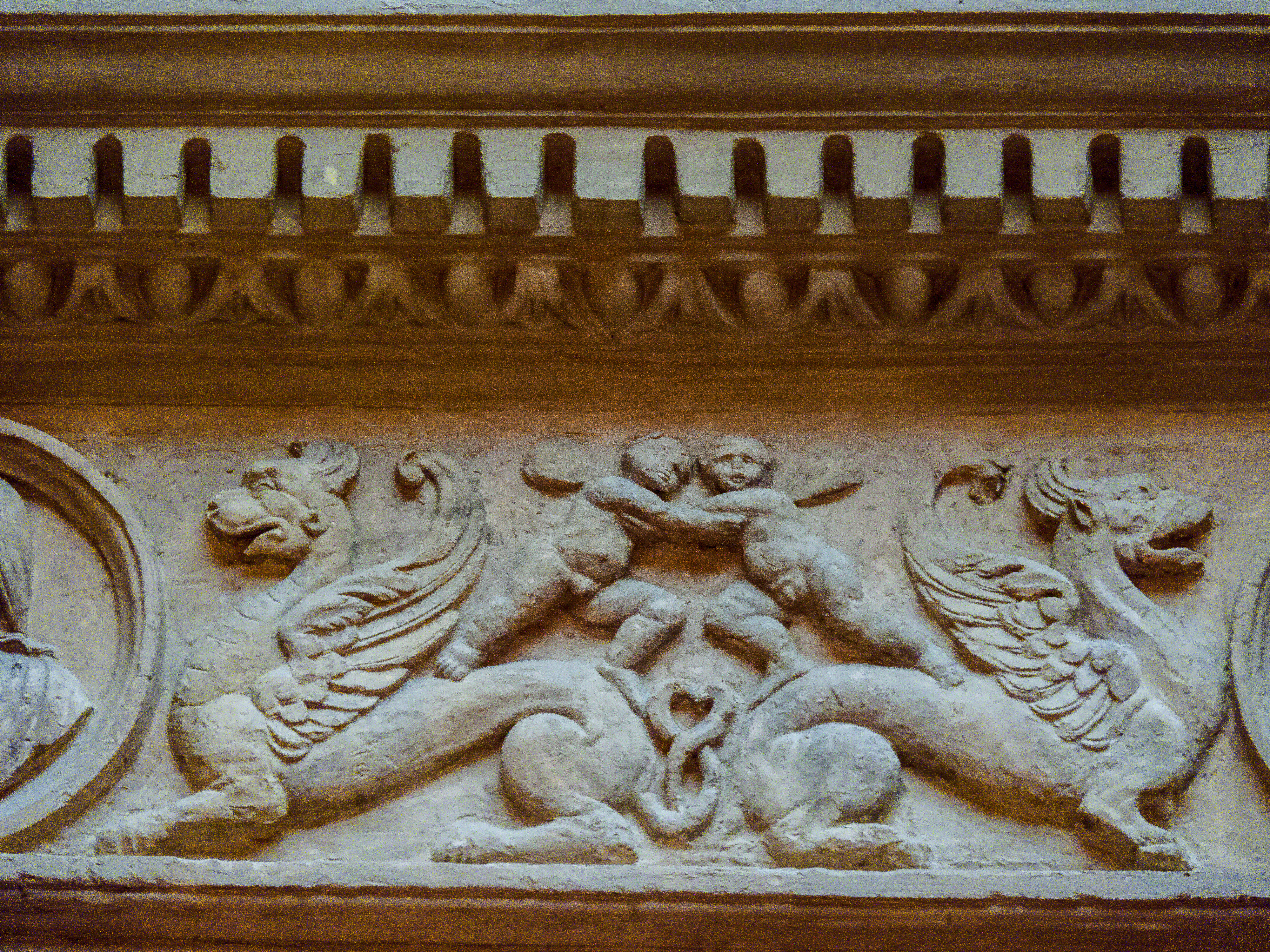
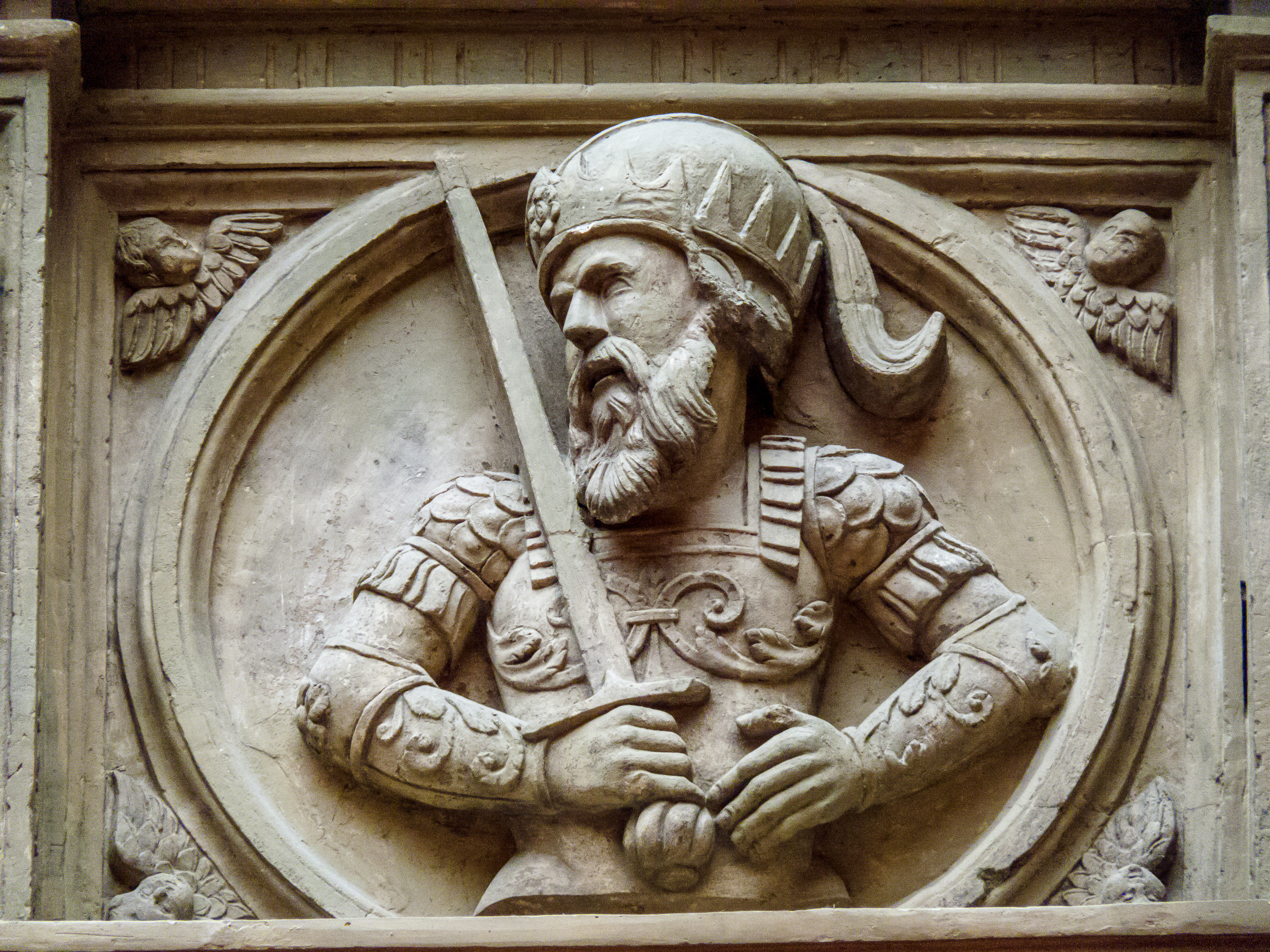
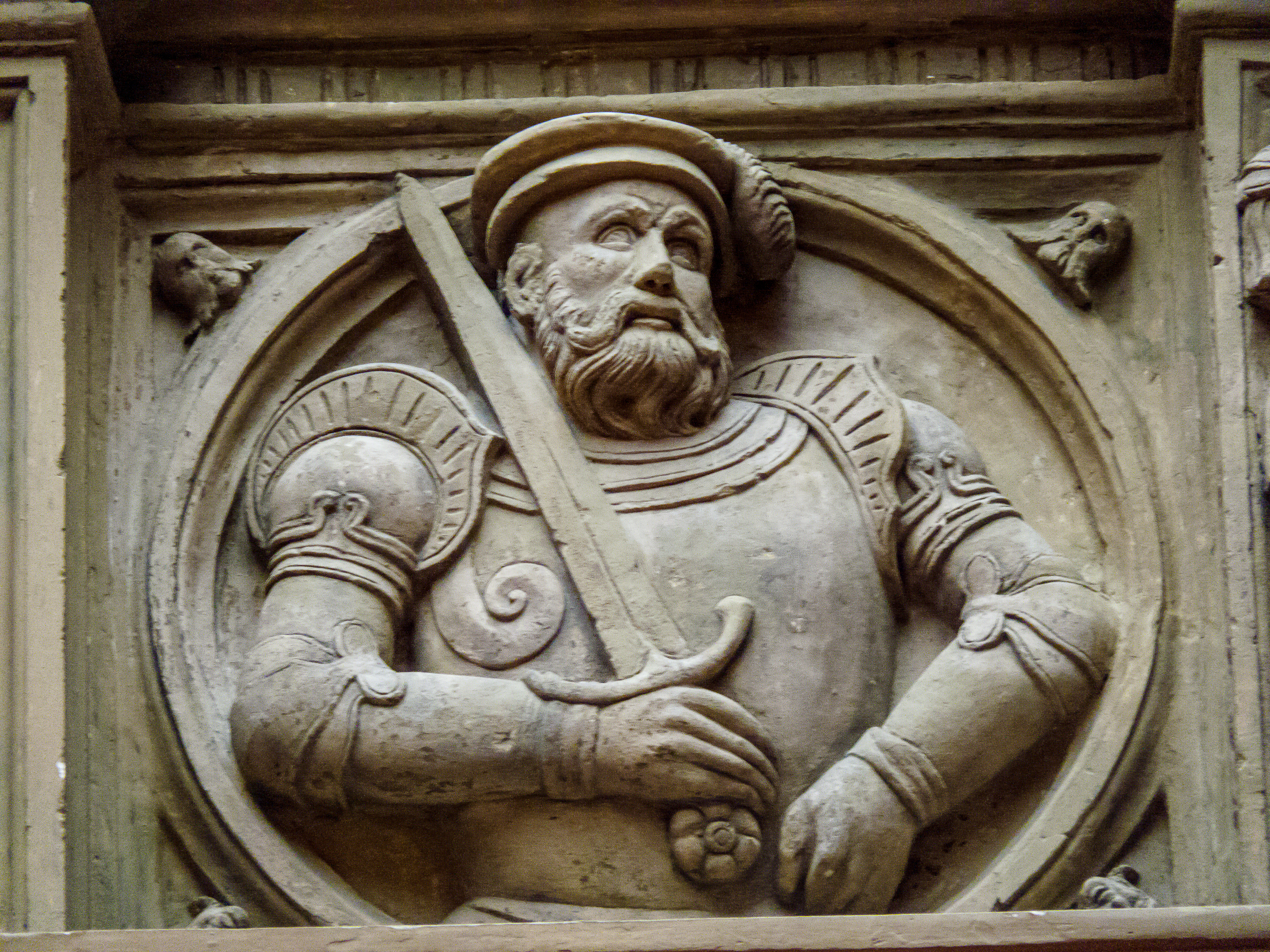
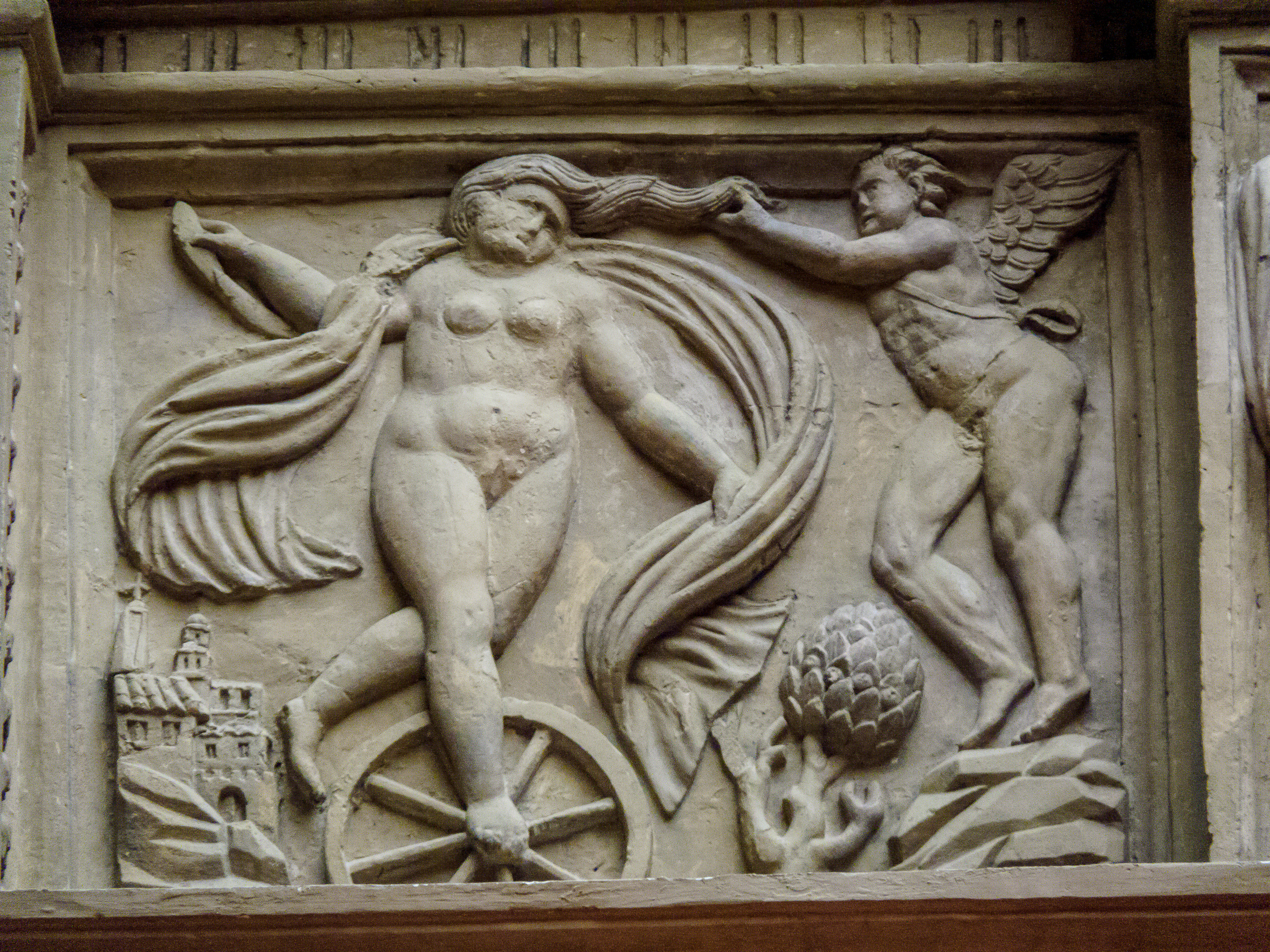